# Hellufjall (berg i Island, Austurland)
Hellufjall är ett berg i republiken Island. Det ligger i regionen Austurland, 400 km öster om huvudstaden Reykjavík. Toppen på Hellufjall är 859 meter över havet.
Runt Hellufjall är det mycket glesbefolkat, med 2 invånare per kvadratkilometer. Närmaste större samhälle är Fáskrúðsfjörður, omkring 11 kilometer nordväst om Hellufjall. Trakten runt Hellufjall består i huvudsak av gräsmarker.